# Železniční stanice Chadera ma'arav
Železniční stanice Chadera ma'arav (hebrejsky: תחנת הרכבת חדרה מערב‎, Tachanat ha-rakevet Chadera ma'arav) je železniční stanice na pobřežní železniční trati v Izraeli.
Leží v centrální části Izraele, v zemědělsky využívané pobřežní planině, cca 2 kilometry od břehu Středozemního moře v nadmořské výšce okolo 10 metrů. Je situována na jihozápadní okraj města Chadera, jehož zastavěné území se rozkládá na východ, sever i severozápad odtud. Pouze na jižní straně od stanice leží zemědělská volná krajina a velký les Ja'ar Chadera, který je součástí národního parku park ha-Šaron. Stanice leží v ulici Derech ha-Rakevet. Západně od stanice probíhá pobřežní dálnice číslo 2, na východ odtud je to pak její starší předchůdkyně, dálnice číslo 4.
Železniční trať tu byla postavena až roku 1954 jako nová příbřežní trasa spojující Haifu a Tel Aviv. Nahradila tak dosavadní východněji ležící spojení (východní železniční trať), na kterou vlaky z Haify uhýbaly severně od Chadery. Teprve pak zde vznikla i nová stanice. Do té doby ve městě fungovala pouze železniční stanice Chadera mizrach na východní trati.
Stanice je obsluhována autobusovými linkami společnosti Egged. K dispozici jsou parkovací místa pro automobily, prodejní stánky, automaty na nápoje a veřejný telefon.